# Franco Pavoni
Franco Pavoni (Ascoli Piceno, 18 agosto 1942) è un allenatore di calcio ed ex calciatore italiano, di ruolo terzino.

## Carriera
Ha militato prevalentemente nelle serie minori, giocando in Serie A con il Catanzaro nel corso della stagione 1971-1972, totalizzando 23 presenze, e disputando inoltre con la Salernitana il campionato di Serie B 1966-1967, collezionando 25 presenze. Entrambi i campionati si sono chiusi con la retrocessione.

## Palmarès

### Giocatore

#### Competizioni nazionali
- Serie D: 1

Cosenza: 1974-1975